# Valeur sélective
 (février 2013).
Si vous disposez d'ouvrages ou d'articles de référence ou si vous connaissez des sites web de qualité traitant du thème abordé ici, merci de compléter l'article en donnant les références utiles à sa vérifiabilité et en les liant à la section « Notes et références ».
La valeur sélective (valeur adaptative ou fitness en reprenant le nom anglais) est un concept central en biologie de l'évolution. Elle décrit la capacité d'un individu d'un certain génotype à se reproduire. C'est une mesure de la sélection naturelle qui peut être définie de nombreuses façons. Darwin fut le premier à parler du concept de valeur sélective.
La valeur sélective d'un individu peut être mesurée par la proportion de ses descendants qui atteignent la maturité sexuelle. Il s'agit d'une valeur relative calculée à un moment donné dans un contexte donné. C'est donc essentiellement un outil descriptif pour les études sur la sélection naturelle.
En génétique des populations, la valeur sélective {\displaystyle \omega } d'un génotype est une mesure du succès reproducteur. Cette mesure est effectuée en comptant le nombre de descendants viables et fertiles que produit en moyenne chaque individu de ce génotype à la génération suivante.
La valeur sélective d'un génotype dépend principalement de sa survie entre le stade zygote et le stade adulte, et de sa fertilité (nombre de descendants viables capables de se reproduire).

## Valeur sélective absolue
On appelle valeur sélective absolue, notée W, la valeur issue de la mesure de la probabilité de survie et de la fertilité de chaque catégorie génotypique et qui détermine directement leur nombre moyen de descendants. Pour un gène à deux allèles A et a, les valeurs sélectives seront notées de la façon suivante :
| Génotype         | AA  | Aa  | aa  |
| ---------------- | --- | --- | --- |
| Valeur sélective | WAA | WAa | Waa |

En génétique des populations, la valeur sélective absolue {\displaystyle {W_{\mathrm {} }}} d'un génotype s'évalue en calculant le rapport de l'effectif des descendants des individus ayant ce génotype par rapport aux effectifs des individus parents ayant ce génotype :
{\displaystyle {W_{\mathrm {} }}={{N_{\mathrm {descendants} }} \over {N_{\mathrm {parents} }}}}

## Valeur sélective relative
Ce qui compte pour la sélection naturelle n'est cependant généralement pas la performance absolue des individus ou des génotypes, mais la façon dont ces performances se comparent de manière relative. Par exemple, l'avantage d'un génotype sur les autres sera conservé si tous les individus, quel que soit leur génotype, voient leur nombre de descendants multiplié par la même valeur. Pour rendre compte de cet aspect, on définit la valeur sélective relative (ici notée {\displaystyle \omega }) par la valeur sélective absolue divisée par la valeur sélective absolue moyenne dans la population (notée {\displaystyle {\bar {W}}}) :
{\displaystyle {\omega _{\mathrm {} }}={{W} \over {\bar {W}}}}
Dans le cas d'un gène à 2 allèles A et a : 
| AA                                                                               | Aa                                                                               | aa                                                                               |
| {\displaystyle {\omega _{\mathrm {AA} }}={{W_{\mathrm {AA} }} \over {\bar {W}}}} | {\displaystyle {\omega _{\mathrm {Aa} }}={{W_{\mathrm {Aa} }} \over {\bar {W}}}} | {\displaystyle {\omega _{\mathrm {aa} }}={{W_{\mathrm {aa} }} \over {\bar {W}}}} |

## Coefficient de sélection
En génétique des populations, il est courant de définir un génotype comme référence auquel on attribue (plus ou moins arbitrairement) une valeur sélective de 1 (la valeur d'équilibre pour la valeur sélective relative, puisqu'elle vaut 1 si la valeur sélective ce génotype est égale à la valeur sélective moyenne). L'écart à cette référence pour les autres génotypes est alors appelé coefficient de sélection (généralement noté {\displaystyle s}). Par exemple, dans un cas de stricte co-dominance pour notre locus à 2 allèles, en prenant le génotype hétérozygote comme référence et en supposant une sélection en faveur de {\displaystyle \mathrm {A} }, on pourrait définir :
{\displaystyle W_{\mathrm {AA} }=1+s}
{\displaystyle W_{\mathrm {Aa} }=1}
{\displaystyle W_{\mathrm {aa} }=1-s}

## Valeur sélective et biodiversité
Chez la plupart des espèces, des interactions durables au sein de l'espèce (ex comportement colonial des fourmis ou des coraux) ou synergiques (ex symbioses) avec d'autres espèces augmentent la valeur sélective (par rapport à ce qu'elle serait pour un individu seul). Ceci vaut pour les bactéries, par exemple quand elles s'organisent en colonies cohérentes, généralement sous forme de biofilm ; les biofilms naturels sont plus stables, résistants et protecteurs contre d'autres bactéries ou divers facteurs de stress quand ils abritent une diversité d'espèces et de groupes de micro-organismes.

## Valeur sélective et évolution climatique
La tendance au réchauffement climatique (brutal aux échelles géologiques et de l'évolution) peut interagir avec la reproduction de nombreuses espèces, en particulier des espèces migratrices :
- chez les animaux dépendant de la banquise (qui fond plus tôt voire qui disparaît) : ex : Ours blanc ;
- chez certains animaux (tortues) dont le taux de mâles/femelles issus des œufs dépend de la température du nid) ;
- chez les insectivores des zones tempérées qui pour beaucoup doivent hiberner ou migrer vers des pays plus chauds quand l'hiver vient. Avec le dérèglement climatique, certains insectivores (certaines chauves-souris, ou des oiseaux migrateurs insectivores des milieux boisés en particulier) régressent en raison d'une désynchronisation de leur cycle de reproduction avec celui de leurs proies.
 Par exemple, tous les oiseaux insectivores forestiers et nicheurs des Pays-Bas  hivernant en Afrique sont en déclin entre 1984 et 2009  (-37 % pour le Rossignol, -73 % pour le Pouillot siffleur et -85 % pour l'Hypolaïs ictérine). L'explication avancée par les ornithologues est que la reproduction des passereaux est la plus efficace quand les jeunes sont nourris précisément lors du pic de population de chenilles. Or depuis les années 1980, les feuilles et les chenilles apparaissent environ 15 jours plus tôt qu'avant. Nombre d'espèces d'oiseaux semblent s'adapter moins vite que les insectes à un changement aussi brutal. Ce phénomène est moins marqué près du cercle polaire où les dates de débourrage des feuilles sont moins avancées. Dans les zones humides où les insectes sont plus nombreux, ce phénomène est moins marqué[5].

Certaines espèces non migratrices peuvent également être touchées, notamment les moins mobiles des espèces d'altitude  : elles rechercheront la fraîcheur en se déplaçant vers le haut, et seront confrontées à une diminution de la surface de leur habitat, voire à sa disparition complète si même au sommet il ne fait plus assez frais pour leurs besoins. C'est le cas de nombreuses espèces endémiques des forêts de Madagascar, ou des îlots de forêts de l'hémisphère Nord.